# Metličaste paprati
Metličaste paprati (lat. Psilotaceae), biljna porodica iz razreda Psilotopsida koja je dobila ime po rodu Psilotum, jedina je u redu Psilotales. Rod Psilotum ima 2 vrste i rasprostranjen je u tropskim i suptropskim predjelima Europe, Azije i Amerike. Njezin drugi rod, Tmesipteris s 16 vrsta, rasprostranjen je u jugoistočnoj Aziji, Australiji, Novom Zelandu i otocima Tihog i Indijskog oceana.
Apomorfna karakteristika cijele ove grupe je što se odlikuju odsustvom pravog korijena. Izdanak je puzeći i s njega polaze uspravne, dihotomo granate fotosintetičke grane. Listovi su kod roda Psilotum reducirani, nema pravih listova nego bradavičaste izrasline. Na granama su spiralno raspoređene sporangije, a dvije do tri grupisane u sinangije.

## Opis
Ovaj odjel vaskularnih biljaka sastoji se od samo dva roda, Psilotum i Tmesipteris, s vrlo malo vrsta. Ove biljke karakterizira nedostatak korijena, a kod jedne vrste i lišće. Zelena, fotosintetska stabljika je dobro razvijena. Poput viših biljaka, npr. kritosjemenjača (Magnoliophyta), Psilotophyta ima specijalizirano provodno ili vaskularno tkivo (ksilem i floem). Psilotum je sa samo dvije vrste rasprostranjen u tropskim i suptropskim područjima, dok je vrsta Tmesipteris ograničena na Australiju i susjedne otoke. Strukture koje proizvode spore stvaraju se u nakupinama u pazušcu lista na kraju kratke bočne grane. Biljka gametofit, koja nastaje klijanjem spora, mala je i bezbojna, a svoju prehranu dobiva kroz specijaliziranu povezanost s gljivom. Spolne strukture na gametofitu proizvode jajašca i spermu. Pokretni spermiji, s brojnim flagelama, sposobni su plivati kroz sloj vode do jajašca. Oplođeno jaje ili zigota prvo apsorbira hranu iz gametofita, a kasnije postaje fotosintetsko i samoodrživo. Životni ciklus vrlo je sličan ciklusu paprati.

## Rodovi
1. Psilotum Sw. (2 spp.)
2. Tmesipteris Bernh. (16 spp.)

## Galerija
- Tmesipteris obliqua na drvetu Dicksonia antarctica
- Tmesipteris truncata, Australija